# Tranqueville-Graux
Tranqueville-Graux település Franciaországban, Vosges megyében. Lakosainak száma 89 fő (2022. január 1.). Tranqueville-Graux Gémonville, Attignéville, Autigny-la-Tour, Harchéchamp, Harmonville, Martigny-les-Gerbonvaux és Punerot községekkel határos.

## Népesség
A település népessége az elmúlt években az alábbi módon változott:
| Lakosok száma | 92   | 98   | 101  | 103  | 104  | 104  | 103  | 96   | 89   |
|               | 2013 | 2015 | 2016 | 2017 | 2018 | 2019 | 2020 | 2021 | 2022 |